# Tragocephala descarpentriesi
Tragocephala descarpentriesi là một loài bọ cánh cứng trong họ Cerambycidae.